# Grand Prix automobile d'Espagne 1993
GP précédent GP suivant
Le Grand Prix automobile d'Espagne 1993 (Gran Premio de España), disputé sur le Circuit de Catalogne à Barcelone en Espagne le 9 mai 1993, est la vingt-troisième édition du Grand Prix, la 537e épreuve du championnat du monde de Formule 1 courue depuis 1950 et la cinquième manche du championnat 1993.

## Classement
| Pos. | No | Pilote               | Écurie                | Tours | Temps/Abandon                      | Grille | Points |
| ---- | -- | -------------------- | --------------------- | ----- | ---------------------------------- | ------ | ------ |
| 1    | 2  | Alain Prost          | Williams-Renault      | 65    | 1 h 32 min 27 s 685 (200,227 km/h) | 1      | 10     |
| 2    | 8  | Ayrton Senna         | McLaren-Ford          | 65    | + 16 s 873                         | 3      | 6      |
| 3    | 5  | Michael Schumacher   | Benetton-Ford         | 65    | + 27 s 125                         | 4      | 4      |
| 4    | 6  | Riccardo Patrese     | Benetton-Ford         | 64    | + 1 tour                           | 5      | 3      |
| 5    | 7  | Michael Andretti     | McLaren-Ford          | 64    | + 1 tour                           | 7      | 2      |
| 6    | 28 | Gerhard Berger       | Ferrari               | 63    | + 2 tours                          | 11     | 1      |
| 7    | 26 | Mark Blundell        | Ligier-Renault        | 63    | + 2 tours                          | 12     |        |
| 8    | 23 | Christian Fittipaldi | Minardi-Ford          | 63    | + 2 tours                          | 20     |        |
| 9    | 20 | Érik Comas           | Larrousse-Lamborghini | 63    | + 2 tours                          | 14     |        |
| 10   | 10 | Aguri Suzuki         | Footwork-Mugen-Honda  | 63    | + 2 tours                          | 19     |        |
| 11   | 15 | Thierry Boutsen      | Jordan-Hart           | 62    | + 3 tours                          | 21     |        |
| 12   | 14 | Rubens Barrichello   | Jordan-Hart           | 62    | + 3 tours                          | 17     |        |
| 13   | 9  | Derek Warwick        | Footwork-Mugen-Honda  | 62    | + 3 tours                          | 16     |        |
| 14   | 11 | Alessandro Zanardi   | Lotus-Ford            | 60    | Moteur                             | 15     |        |
| Abd. | 30 | Jyrki Järvilehto     | Sauber-Ilmor          | 53    | Moteur                             | 9      |        |
| Abd. | 22 | Luca Badoer          | BMS Lola-Ferrari      | 43    | Embrayage                          | 22     |        |
| Abd. | 29 | Karl Wendlinger      | Sauber-Ilmor          | 42    | Pression d'essence                 | 6      |        |
| Dsq. | 4  | Andrea De Cesaris    | Tyrrell-Yamaha        | 42    | Disqualifié                        | 24     |        |
| Abd. | 0  | Damon Hill           | Williams-Renault      | 41    | Moteur                             | 2      |        |
| Abd. | 27 | Jean Alesi           | Ferrari               | 40    | Moteur                             | 8      |        |
| Abd. | 24 | Fabrizio Barbazza    | Minardi-Ford          | 37    | Accident                           | 25     |        |
| Abd. | 19 | Philippe Alliot      | Larrousse-Lamborghini | 26    | Boîte de vitesses                  | 13     |        |
| Abd. | 25 | Martin Brundle       | Ligier-Renault        | 11    | Sortie de piste                    | 18     |        |
| Abd. | 3  | Ukyo Katayama        | Tyrrell-Yamaha        | 11    | Sortie de piste                    | 23     |        |
| Abd. | 12 | Johnny Herbert       | Lotus-Ford            | 2     | Suspension                         | 10     |        |
| Nq.  | 21 | Michele Alboreto     | BMS Lola-Ferrari      |       | Non qualifié                       |        |        |

## Pole position et record du tour
- Pole position : Alain Prost en 1 min 17 s 809 (vitesse moyenne : 219,630 km/h).
- Meilleur tour en course : Michael Schumacher en 1 min 20 s 989 au 51e tour (vitesse moyenne : 211,006 km/h).

## Tours en tête
- Damon Hill : 10 (1-10)
- Alain Prost : 55 (11-65)

## Statistiques
- 47e victoire pour Alain Prost.
- 64e victoire pour Williams en tant que constructeur.
- 44e victoire pour Renault en tant que motoriste.
- Andrea De Cesaris a été disqualifié pour aide extérieure lors d'un démarrage.